# Alice Morse Earle
Pour les articles homonymes, voir Earle.
Alice Morse Earle, née le 27 avril 1851 et morte le 16 février 1911 à Hempstead (Long Island, États-Unis) est une historienne américaine. Elle est connue pour son travail sur l'histoire coloniale de l'Amérique du Nord.

## Biographie
Originaire de Worcester, dans le Massachusetts, Mary Alice Morse est la fille d'Edwin Morse et de Abby Mason Clary. Le 15 avril 1874, elle épouse Henry Earle, originaire de New York, et prend le nom de Alice Morse Earle. Ses écrits, à partir des années 1890, se concentrent sur les détails de la vie quotidienne, plutôt que sur de grands événements, et sont de fait une matière précieuse pour les historiens actuels qui agissent dans le champ de l'histoire sociale. Elle écrit plusieurs ouvrages sur l'histoire coloniale de l'Amérique du Nord (et plus particulièrement sur la Nouvelle-Angleterre), comme son Curious Punishments of Bygone Days (en).
Elle est à bord du paquebot Republic quand celui-ci percute le SS Florida et fait naufrage. Pendant le transfert des passagers, Alice Morse Earle tombe à l'eau. Cette quasi-noyade l'affaiblit grandement, et elle meurt deux ans plus tard, en 1911, à Hempstead, Long Island.

## Publications
- The Sabbath in Puritan New England (1891)
- China Collecting in America (1892)
- Home Life in Colonial Days (1893)
- Customs and Fashions in Old New England (1893)
- Diary of Anna Green Winslow, A Boston School Girl of 1771 (1894)
- Costume of Colonial Times (1894)
- Colonial Dames and Goodwives (1895)
- Margaret Winthrop (1895)
- Colonial Days in Old New York (1896)
- Curious Punishments of Bygone Days (1896)
- In Old Narragansett: Romances and Realities (1898)
- Child Life in Colonial Days (1899)
- Stagecoach and Tavern Days (1900)
- Old Time Gardens (1901)
- Sun Dials and Roses of Yesterday (1902
- Two Centuries of Costume in America, 1620–1820 (2 vols., 1903)